# Rozdarte serca
Rozdarte serca (tur. Paramparça) – turecki serial telewizyjny nadawany przez Star TV od 1 grudnia 2014 do 27 marca 2017. Serial liczy 3 serie. W Polsce emitowana była tylko seria pierwsza, premierowo w TVP 1 od 8 marca 2016 do 7 października 2017.

## Fabuła
Losy dwojga ludzi pochodzących z różnych środowisk przecinają się przez wypadek. Gülseren (Nurgül Yeşilçay), młoda i piękna dziewczyna w ciąży mieszka w biednej dzielnicy w Stambule, wpada pod samochód i zostaje przewieziona do szpitala, gdzie rodzi. Tymczasem Dilara (Ebru Özkan), żona bogatego biznesmena, w tym samym szpitalu rodzi swoje dziecko. Ze względu na podobieństwo ich nazwisk, dzieci zostają błędnie przekazane niewłaściwym rodzicom: Gülseren dostaje dziewczynkę Dilary, Dilara córkę Gülseren. Piętnaście lat później Gülseren nadal mieszka w biednej dzielnicy w Stambule z córką Hazal (Alina Boz) i jej szwagierką Keriman (Nursel Köse). Stara się dać z siebie wszystko, żeby wychować swoją córkę po tym jak jej mąż Özkan (Tolga Tekin) ją opuścił. Pracuje w małym sklepie jako sprzedawczyni. Tymczasem Dilara mieszka z córką Cansu (Leyla Tanlar) i synem Ozanem (Burak Tozkoparan) w dużym domu nad Bosforem. Chociaż prowadzi luksusowe życie klasy wyższej, jej związek z mężem Cihanem (Erkan Petekkaya) przechodzi kryzys.

## Obsada
W serii pierwszej:

- Nurgül Yeşilçay jako Gülseren Gülpınar
- Erkan Petekkaya jako Cihan Gürpınar
- Ebru Özkan jako Dilara Gürpınar
- Alina Boz jako Hazal Gülpınar
- Leyla Tanlar jako Cansu Gürpınar
- Burak Tozkoparan jako Ozan Gürpınar
- Civan Canova jako Rahmi Gürpinar
- Tolga Tekin jako Özkan Gülpınar
- Nursel Köse jako Keriman Akçatepe
- Cemal Hünal jako Alper Tek
- Güneş Emir jako Solmaz Tek
- Ahu Yağtu jako Candan Soylu
- Ertuğrul Postoğlu jako Yıldırım Altun
- Elvin Aydoğdu jako Derya
- İhsan Berk Aydın jako Serkan
- Aslıhan Kapanşahin jako Şeyda
- Ayta Sözeri jako Nezaket
- Bülent Düzgünoğlu jako Osman
- Yunus Güner jako Mehmet
- Pınar Erincin jako Nuray
- Gamze Balım jako Meral
- Aylin Eren jako Beril
- Ayhan Bozkurt jako Engin
- Bahtiyar Demir jako Bahtiyar
- Özlem Yaylacıkoral jako Emine
- Funda Dönmez jako Sema
- Yaşar Kara jako Azmi
- Volkan Bora Dilek jako Suat
- Nalan Basaran jako Hacer
- Nuray Kanal jako Zehra
- Zühre Gökdağ jako Müge
- Ömer Kılıç jako Yağız
- Onurcan Kırşan jako Teoman
- Simay Barlas jako Öykü

W kolejnych seriach doszli:

- Barış Falay jako Harun Ergüvan
- Ceyhun Mengiroğlu jako Deniz Yılmaz
- Funda Güray jako Zeynep
- Hümeyra jako Maide Erkoç
- Şükran Ovali jako Ayse Yükselen
- Taner Turan jako Burhan
- Başak Akbay jako Sevinç
- Efecan Şenolsun jako Özgür
- Güneş Hayat jako Hatice
- Mine Tugay jako Asuman Terzioğlu
- Sarp Can Köroğlu jako Mithat Mete Pars
- Sinem Öztürk jako Selma
- İlhan Şeşen jako Ekrem
- Sarp Akkaya jako Damir
- Ömer Faruk Yüksek jako Demir Alaz
- Serdar Yıldırım jako Çağatay
- Suna Dizdar jako Nergis
- Gözde Seda Altuner jako Leyla
- Tuğrul Cerrahoğlu jako Emrah

## Spis serii
| Seria | Odcinki    | Odcinki     | Premierowa emisja | Premierowa emisja | Premierowa emisja | Premierowa emisja   |
| Seria | Turcja     | Polska      | Rozpoczęcie       | Zakończenie       | Rozpoczęcie       | Zakończenie         |
| ----- | ---------- | ----------- | ----------------- | ----------------- | ----------------- | ------------------- |
| 1     | 1–31 (31)  | 1–83 (83)   | 1 grudnia 2014    | 29 czerwca 2015   | 8 marca 2016      | 7 października 2017 |
| 2     | 32–71 (40) | brak emisji | 14 września 2015  | 20 czerwca 2016   | brak emisji       | brak emisji         |
| 3     | 72–97 (26) | brak emisji | 19 września 2016  | 27 marca 2017     | brak emisji       | brak emisji         |

## Emisja w Polsce
W Polsce została wyemitowana tylko 1. seria. Serial emitowany był na kanale TVP1 od 8 marca 2016 do 7 października 2017 zazwyczaj we wtorki wieczorem, w marcu 2017 chwilowo w niedzielę po południu, a od września 2017 w soboty przed południem. Od czerwca 2017 emisja odbywała się po dwa odcinki. W 2019 roku powtórka 1. serii odbywała się w TVP HD. Tekst polski początkowo opracowywała Barbara Okólska (odc. 1–21), następnie Olga Bracka (odc. 22–26), Leon Majer (odc. 27–31) i ponownie Olga Bracka (odc. 32–83). Tłumaczkami były początkowo Agnieszka Erdoğan, Dorota Haftka Işık oraz Agnieszka Ayşen Kaim. Od około 30 odcinka serial tłumaczyły Agnieszka Lesiczka i Bożena Siekierska oraz nadal Agnieszka Erdoğan. We wszystkich odcinkach lektorem był Marek Ciunel.